# Горбачёва, Дарья Юрьевна
Дарья Юрьевна Горбачева (род. 11 октября 1996) — российская гимнастка. Член сборной России по художественной гимнастике. Мастер спорта России международного класса. Победительница 29 Всемирной Универсиады в Тайбэе в комплексных упражнениях и бронзовый призёр в многоборье. Абсолютная чемпионка России в групповых упражнениях 2017 года. Победительница Кубка России в групповых упражнениях. Воспитанница Центра Художественной Гимнастики «Жемчужина».

## Биография
Родилась 11 октября 1996 года в Лондоне, Великобритания. Тренировалась под руководством Петуниной Е. А. всю свою карьеру. Является воспитанницей центра художественной гимнастики Санкт-Петербургской «Жемчужины». Окончила НГУ им. П. Ф. Лесгафта.

## Достижения
Победительница и призёр Универсиады 2017 в групповых упражнениях. Абсолютная чемпионка России в групповых упражнениях 2017 года. Победительница Кубка России в групповых упражнениях. Абсолютная чемпионка России в групповых упражнениях 2016. Универсиада 2017 в групповых упражнениях — бронза (многоборье), золото (обручи), золото (мячи и скакалки). Чемпионат России 2015 в групповых упражнениях — золото (обручи и булавы). МТ «Балтийский обруч» 2016 — серебро (многоборье), золото (ленты), золото (обручи и булавы). Чемпионат России 2016 в личном зачёте — бронза (в составе команды Санкт-Петербурга). МТ «Koop cup» 2016 в групповых упражнениях — золото (многоборье). Чемпионат России 2016 в групповых упражнениях — золото (многоборье), серебро (обручи), серебро (мячи и скакали). Чемпионат Санкт-Петербурга 2017 в личном первенстве — золото (многоборье). Универсиада 2017 в групповых упражнениях — бронза (многоборье), золото (обручи), золото (мячи и скакалки). Чемпионат России 2017 в групповых упражнениях — золото (многоборье), золото (обручи), золото (мячи и скакалки).